# TRUE BLUE:THE BEST OF SONIC THE HEDGEHOG
『TRUE BLUE:THE BEST OF SONIC THE HEDGEHOG』（トゥルー・ブルー：ザ・ベスト・オブ・ソニック・ザ・ヘッジホッグ）は、2008年1月23日に発売された、セガのビデオゲーム『ソニックシリーズ』のテーマソングのベスト・アルバム。

## 内容
2008年現在、17周年を迎えたソニックシリーズのボーカルソングのベスト盤。欧米で活躍するHR/HMバンドのCrush 40やパンクなミクスチャーで人気のZebrahead、北欧で人気を博したTNTのトニー・ハーネルやDANGER DANGERのテッド・ポーリーらをボーカルに迎えた楽曲を数多く収録している。特に人気の高い"Live & Learn"と"What I'm Made of..."については、今作のための再レコーディングをするなどされている。
また、ボーナストラックに収録されている"ANGEL ISLAND ZONE (SSBB Remix)"は、ソニックが『大乱闘スマッシュブラザーズX』に参戦した際に同作に提供されたアレンジ版である。

## 収録曲
1. LIVE & LEARN
（作詞：Johnny Gioeli　作曲・編曲：瀬上純　歌：Crush 40）
2007ミックス。「ソニックアドベンチャー2」(以降SA2)メインテーマ。
2. IT DOESN'T MATTER (SA2 Version)
（作詞・作曲・編曲：瀬上純　歌：Tony Harnell）
SA2に使用されたソニックのテーマソング
3. ESCAPE FROM THE CITY
（作詞：Ted Poley　作曲・編曲：瀬上純　歌：Ted Poley & Tony Harnell）
SA2ステージ「City Escape」BGM
4. HIS WORLD 
（作詞：Ali Tabatabaee & Johnny Gioeli　作曲・編曲：大谷智哉　歌：Ali Tabatabaee & Matty Lewis from Zebrahead）
「SONIC THE HEDGEHOG」メインテーマとソニックのテーマ
5. SUPER SONIC RACING
（作詞・作曲・編曲：Richard Jacques　歌：T.J.Davis）
「ソニックR」メインテーマ
6. SONIC - YOU CAN DO ANYTHING
（作詞：Casey Rankin　作曲・編曲：Masafumi Ogata　歌：宇徳敬子）
日本版「ソニックCD」オープニングテーマ
7. SONIC BOOM
（作詞：Spencer Nilsen & Pastiche　作曲・編曲：Spencer Nilsen　歌：Pastiche）
北米版「ソニックCD」メインテーマ
8. SONIC SPEED RIDERS
（作詞・作曲・編曲：澤田朋伯　歌：runblebee）
「ソニックライダーズ」メインテーマ
9. RACE TO WIN
（作詞：Ted Poley　作曲・編曲：瀬上純　歌：Ted Poley）
「ソニック ライバルズ2」メインテーマ
10. SONIC X THEME
（作詞・作曲・編曲：Russell Velazquez、 Joseph Garrity & Norman Grossfeld）
正式名称は「Gotta Go Fast」
北米版「ソニックX」メインテーマ
11. RIGHT THERE, RIDE ON
（作曲・編曲：長沼英樹）
アルバム「ソニック・ラッシュ・オリジナル・グルーヴ・ラッシュ」に収録されている
12. SONIC HEROES
（作詞：Johnny Gioeli　作曲・編曲：瀬上純　歌：Crush 40）
「ソニック ヒーローズ」(以降SH)メインテーマ
13. WHAT I'M MADE OF...
（作詞：Johnny Gioeli　作曲・編曲：瀬上純　歌：Crush 40）
2007ミックス。SHメタルオーバーロードのテーマソング。
14. SEVEN RINGS IN HAND
（作詞：runblebee　作曲・編曲：床井健一　歌：Steve Conte）
「ソニックと秘密のリング」メインテーマ
15. HIS WORLD (Zebrahead Version)
（作詞：Ali Tabatabaee、Matty Lewis & Johnny Gioeli　作曲：大谷智哉　編曲・歌：Zebrahead）
アルバム「セヴラル・ウィルズ」に収録されている
16. IT DOESN'T MATTER (SA1 Version)
（作詞：瀬上純 & Takahiro Fukuda　作曲・編曲：瀬上純　歌：Tony Harnell）
「ソニックアドベンチャー」(以降SA)に使用されたソニックのテーマソング
17. OPEN YOUR HEART
（作詞：瀬上純 & Takahiro Fukuda　作曲：瀬上純 & 床井健一　編曲：瀬上純　歌：Crush 40）
SAメインテーマ

-Bonus Tracks-
1. A NEW VENTURE (Surfin' S.R.A. Remix)
（作詞：Sakae Osumi　作曲・編曲：大谷智哉　歌：Tahirih Walker）
2. ANGEL ISLAND ZONE (SSBB Remix)
（作曲：SEGA　編曲：瀬上純）
3. SEVEN RINGS IN HAND (Crush 40 Version)
（作詞：runblebee　作曲：床井健一　編曲：瀬上純　歌：Crush 40）
4. OPEN YOUR HEART (Crush 40 vs Bentley Jones Remix)
（作詞：瀬上純、Takahiro Fukuda & Bentley Jones　作曲：瀬上純 & 床井健一　編曲：Remix Factory　歌：Crush 40 feat. Bentley Jones）

## ラインナップ
ヴォーカル
Johnny Gioeli (トラック1、12、13、17、20、21)
Tony Harnell (トラック2、3、16)
Ted Poley (トラック3、9)
Ali Tabatabaee (トラック4、15)
Matty Lewis (トラック4、15)
T.J. Davis (トラック5)
宇徳敬子 (トラック6)
Pastiche (トラック7)
runblebee(トラック8) 
Steve Conte(トラック14) 
Tahirih Walker (トラック18)
Bentley Jones (トラック21)
ギター
瀬上純 (トラック1～3、12、13、16、17、19～21)
森竹忠太郎 (トラック4、14)
Oz Noy (トラック14)
Greg Bergdorf (トラック15)
Remix Factory (トラック21)
ベース
種子田健 (トラック1～4、9、12、13、19、20)
Will Lee (トラック14)
Ben Osmundson (トラック15)
柴田直人 (トラック16、17)
ドラムス
Katsuji (トラック1～3、12)
河村徹 (トラック4、9、19、20)
Mark Schulman (トラック13)
Clint De Ganon (トラック14)
Ed Udhus (トラック15)
本間大嗣 (トラック16、17)
ストリングス
篠崎正嗣ストリングス (トラック4)